# Rolf
Rolf ( ouça a pronúncia) é um nome próprio masculino de origem germânica, usado hoje em dia principalmente na Suécia, Noruega, Alemanha e Finlândia. 

Deriva do nome germânico ’’Hrolf’’, uma forma abreviada de ’’Hrodwulf’’, composto por ’’hrod’’ (famoso) e ’’wulf’’ (lobo).

É um dos nomes que ocorrem nas pedras rúnicas da Era dos vikings.
A sua ocorrência mais antiga está registado na pedra rúnica de Forsheda, na Småland, datada do século XI, sob a forma HrolfR. 

Em português é geralmente usada a forma Rudolfo.
Seu equivalente em castelhano é Rodolfo, em italiano Rodolfo, em francês Rodolphe, em inglês Rolph, em alemão Rudolf, em holandês Roelof.

## Personalidades com este nome

### Personalidades antigas
- Hrólfr Kraki, rei dinamarquês do século VII
- Rolão (Hrólfr), líder viking do século X

### Personalidades modernas
- Rolf Carls (1885–1945),
- Rolf Danneberg (1953-),
- Rolf Graf (1960-2013),
- Rolf Harris (1930-),
- Rolf Lassgård (1955-),
- Rolf Løvland (1955-),
- Rolf Milser (1951-),
- Rolf Nevanlinna (1895-1980),
- Rolf Peterson (1944-),
- Rolf Rüssmann (1950–2009),
- Rolf Stommelen (1943–1983),
- Rolf-Göran Bengtsson (1962-),